# リハブ (リアーナの曲)
「リハブ」 (Rehab) は、バルバドスの歌手リアーナが2007年に発表したサード・アルバム『グッド・ガール・ゴーン・バッド』からの楽曲で、イギリス及びアメリカ合衆国における同作からの8枚目のシングル。ジャスティン・ティンバーレイクとティンバランド、Hannon Laneが製作に関わっており、ティンバーレイクとティンバランドは曲のブリッジ部分でバックグラウンド・ボーカルとしても参加している。楽曲は2008年11月25日にポップ系ラジオ局のトップ20リストに入っている。2008年11月23日に行われたアメリカン・ミュージック・アワード 2008では、この楽曲のライブ・パフォーマンスを行った。
アメリカ合衆国のシングルチャート総合部門Billboard Hot 100では、最高位18位を記録している。

## リリース
「リハブ」は、2008年10月7日にアメリカ合衆国にてラジオ・リリースされた。元々「リハブ」は2008年8月にはイギリスにてリリースの準備が進められていたが、その間に「ディスタービア」のデジタル・リリースが始まったこと、また「リハブ」以外にも「ブレイキン・ディッシーズ」をシングルにするという案もあったために一時リリースは見送られた。その後、2009年9月末にポップ系ラジオ局でオンエアが封切られている。

## ミュージック・ビデオ
この楽曲のミュージック・ビデオは、アンソニー・マンドラーが監督を務めており、ロサンゼルス郊外のヴァスケス・ロックス公園にて撮影された。ビデオは2008年11月17日にMTV.comにてプレミア、解禁となった。作曲並びにバックグラウンド・ボーカルとして楽曲に関わっているジャスティン・ティンバーレイクはビデオにも登場している。

## 収録曲
iTunes シングル / ドイツ CDシングル
1. リハブ (Main version) - 4:54
2. リハブ (Instrumental) - 4:54

イギリス iTunes シングル
1. リハブ (Live version) - 4:46
2. リハブ (Music video) - 4:45

プロモーショナルCD
1. リハブ (Main version) - 4:54
2. リハブ (Radio edit) - 4:05
3. リハブ (Instrumental) - 4:54